# Otome Road
Otome Road (乙女ロード Otome Rōdo, Đường Trinh Nữ) là biệt danh cho một đường phố ở Ikebukuro - một quận của Tokyo - nằm ở phía tây của tòa nhà Sunshine 60 gần Ga Ikebukuro. Tên gọi bắt nguồn từ số tháng 5 năm 2004 của tạp chí Puff. Nó cũng có nguồn gốc từ một nhóm dày đặc các cửa hàng chuyên về sản phẩm "Otome-kei" (anime và dōjinshi dành cho phụ nữ), tất cả nằm trên một mặt của một hành lang khoảng 200 mét. Những người hay lui tới đã gọi một cách thẳng thắn là khu "Fujoshi Street" (Phố Phụ nữ).

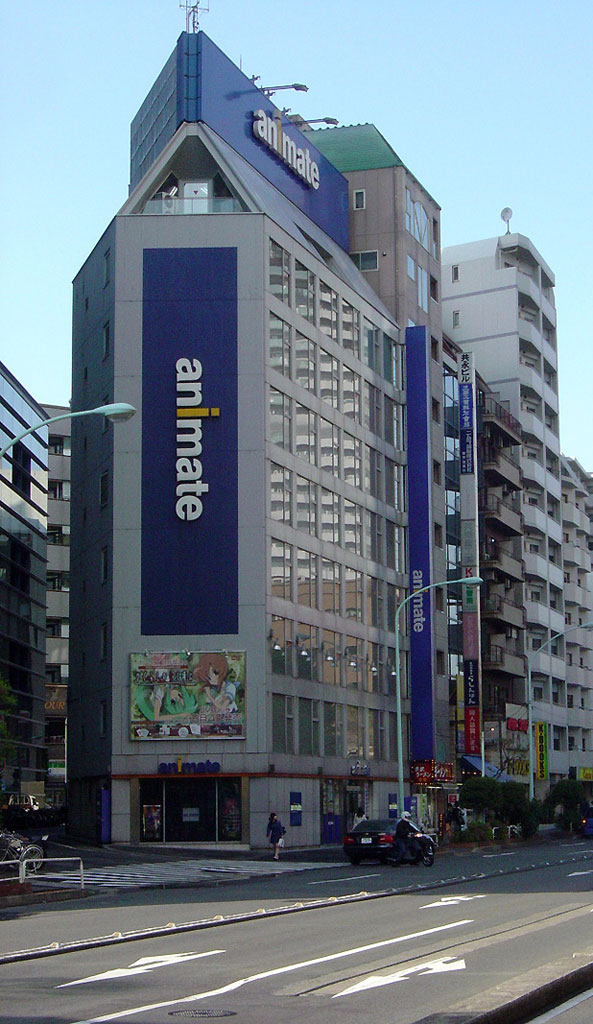
Animate Ikebukuro, một tòa nhà chính của Otome Road

Tầm nhìn phương tiện truyền thông của khu vực đã tăng lên nhờ bộ phim Densha Otoko năm 2005 đã giới thiện Ikebukuro mà đại diện là khu Otome Road, kiểu như khu phố otaku nữ tương ứng với khu phố otaku nam Akihabara. Vì nó chỉ là một khu vực nhỏ của một khu thương mại lớn hơn nên không có những người hay lui tới đi bộ xung quanh trong bộ đồ cosplay, và rất khó để phân biệt với những đường phố khác.

## Phát triển
Kể từ nửa cuối những năm 1980 đã có các cửa hàng bán đồ anime là Animate và Animepolis ở vùng lân cận Ga Ikebukuro. Những cửa hiệu bán đồ anime nghiêng về phụ nữ, và Ikebukuro là một môi trường tương đối tốt để thu hút những khách hàng nữ hơn cả Akihabara hoặc Nakano Broadway. Tuy nhiên, vì một số sản phẩm nhắm vào phụ nữ đã được phát triển tại thời điểm đó, và các cửa hàng dōjinshi ở Sunshine City (Comics Revolution) đã cung cấp một số dōjinshi của phụ nữ, mà theo nhân khẩu học vốn thường là một trong những cái do nam giới thống trị.
Cũng như khi Akihabara trở thành nơi trú ẩn của nam otaku và các cửa hàng cho vị trí nổi bật với các sản phẩm hướng tới nam giới ngày càng tăng, việc cung cấp sản phẩm hướng tới nữ giới đã trở thành nền tảng của sự phát triển của Otome Road. Animate có mở cửa trở lại sau khi tu sửa vào năm 2000 với sự nhấn mạnh vào cơ sở bán hàng của phụ nữ, và trong cùng một năm gần đây K-Books đã thay đổi sản phẩm dịch vụ của mình để chuyên về dōjinshi nhắm vào phụ nữ. Đối với những lý do này, khu vực này được so sánh với Akihabara trong việc tập trung lại để đáp ứng những nhu cầu của khách hàng.